# 画梦录
《画梦录》，何其芳的代表性散文集。
何其芳的代表性作品有散文集《画梦录》、诗集《预言》、《夜歌》；论著《关于现实主义》、《西苑集》、《关于写诗和读诗》。

## 写作和出版
《画梦录》一共17篇（加序言），当时出版时被朱自清、朱光潜、叶圣陶、巴金、沈从文等组成的评选委员会评价为“超达深渊”。

## 内容
追忆友人的作品有《墓》，写了农家少女柳玲玲；描述旧社会女性的作品有《哀歌》，写出她们无望地度过光阴，只等“父母之命，媒妁之言”；《货郎》写人生的脆弱；《楼》写理想中的事业型男人；《丁令威》、《淳于棼》、《白莲教某》等描写中国古代的道士、白莲教教徒、武士暗示人生哲理；纯粹写景、借景抒情的散文有《雨前》、《黄昏》、《独语》。

## 主题和风格
该散文集的主题是“青春的寂寞和纯洁的人生体验”。
何其芳的散文大胆使用象征、比喻、独白、通感等艺术手法和写作技巧，文字精美，意境富于想象力，使得散文富于诗情画意。